# Camilla Dahlin-Andersson
Karen Camilla Dahlin-Andersson, född 3 januari 1967 i Nacka, är en svensk politiker (folkpartiet). Camilla Dahlin-Andersson var ersättare i riksdagen under olika perioder 1998 och 2002.